# Крістофер Ленґорн
Крістофер Ленґорн (англ. Christopher Langhorne, 18 вересня 1940) — британський хокеїст на траві. Грав за клуб за «Гаунслоу» з Лондона. Учасник літніх Олімпійських ігор 1964 в Токіо, де його збірна поділила 9-10-те місця. Зіграв 5 матчів, голів не забивав. Учасник літніх Олімпійських ігор 1972 в Мюнхені, де його збірна посіла 6-те місце. Зіграв 2 матчі й забив 1 гол у ворота збірної Польщі.